# كارما (قصص مصورة)
كارما هي شخصية خيالية في مارفل كومكس من ابتكار كريس كليرمونت وفرانك ميلر.ظهرت الشخصية لأول مرة في ديسمبر 1980.